# IC 4813
IC 4813 — галактика типу D (карликова галактика) у сузір'ї Павич.
Цей об'єкт міститься в оригінальній редакції індексного каталогу.